# Đảo Lummi
Lummi là một hòn đảo nằm ở phái Tây Nam quận Whatcom, tiểu bang Washington, Hoa Kỳ. Đảo nằm giữa phần đất liền của quận Whatcom và quần đảo San Juan (quận San Juan). Đảo Lummi có diện tích 23,97 km ² (9,255 sq mi) và có 822 người sinh sống trên đảo theo cuộc điều tra dân số 2000. Dân số trên đảo tăng lên gấp đôi khi khách du lịch ở Canada và Mỹ đến đảo để nghỉ mát vào mùa hè.
Hòn đảo này ban đầu được gọi là Sa nam a o ("Núi cao") và Skallaham theo cách gọi của thổ dân châu Mỹ. Năm 1792 nhà thám hiểm Tây Ban Nha gọi là Isla de Pacheco, và sau đó được gọi là đảo McLoughlin. Năm 1853, U.S. National Geodetic Survey khảo sát đảo và đặt tên là Lummi, người ta tin rằng nó xuất phát từ từ luminara, được các bộ tộc bản địa gọi.

## Trích nguồn
- ^ Lummi Island Ferry, Whatcom County Public Works, retrieved 2010-12-21
- ^ a b Island Vacation Rentals: Lummi Island History
- ^ Friends of Island Library: A Very Brief History of Lummi Island and the Islanders, 1998

## Liên kết
- Lummi Island CCD, Whatcom County, Washington Lưu trữ ngày 11 tháng 2 năm 2020 tại archive.today United States Census Bureau
- Lummi Island Heritage Lưu trữ ngày 14 tháng 2 năm 2010 tại Wayback Machine
- Commercial Fishing Lưu trữ ngày 6 tháng 2 năm 2007 tại Wayback Machine A fishing method practiced by the Indians of Puget Sound.